# Central do Brasil

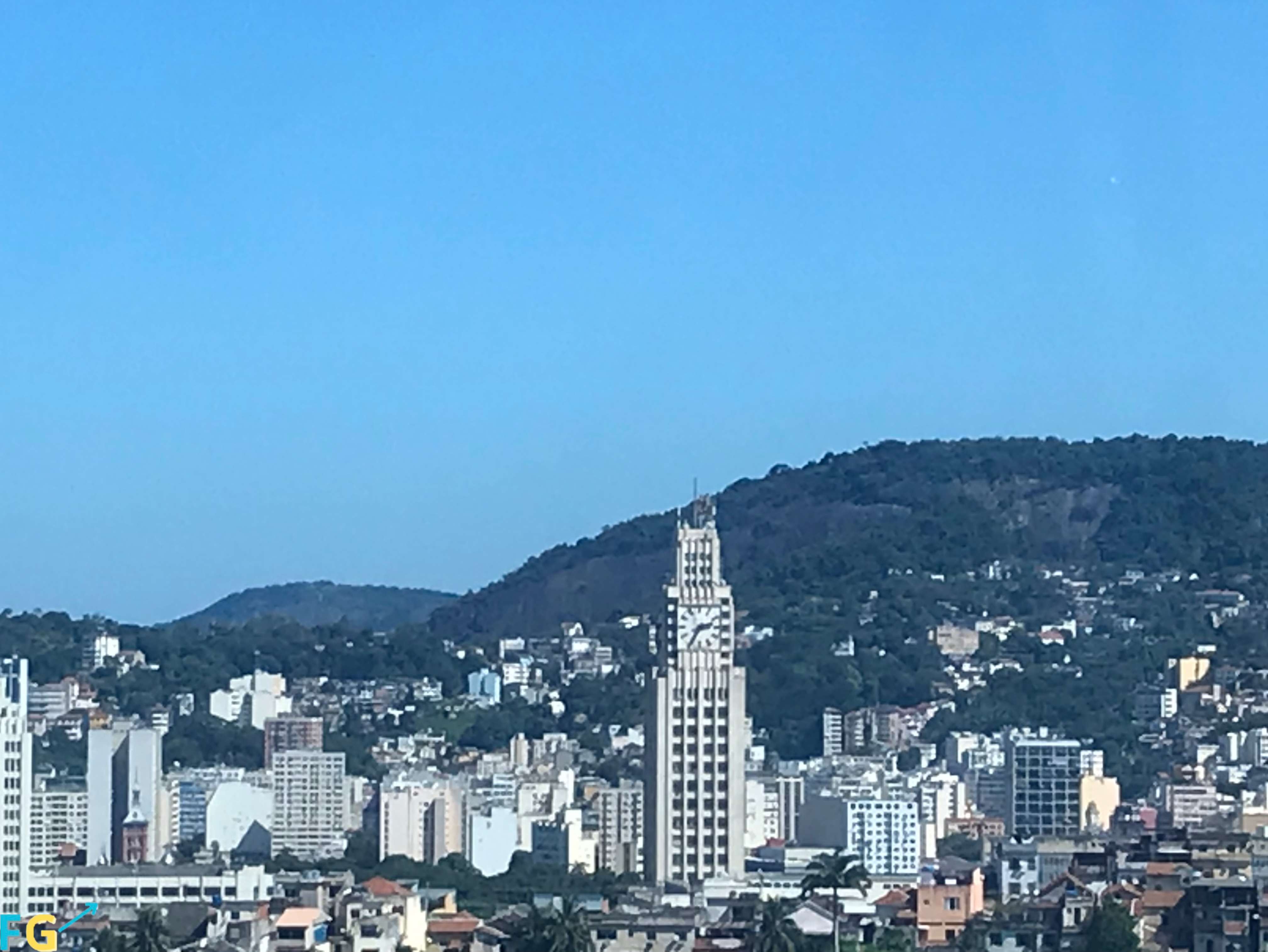
Central do Brasil vista da roda gigante Yup Star, no centro do Rio de Janeiro

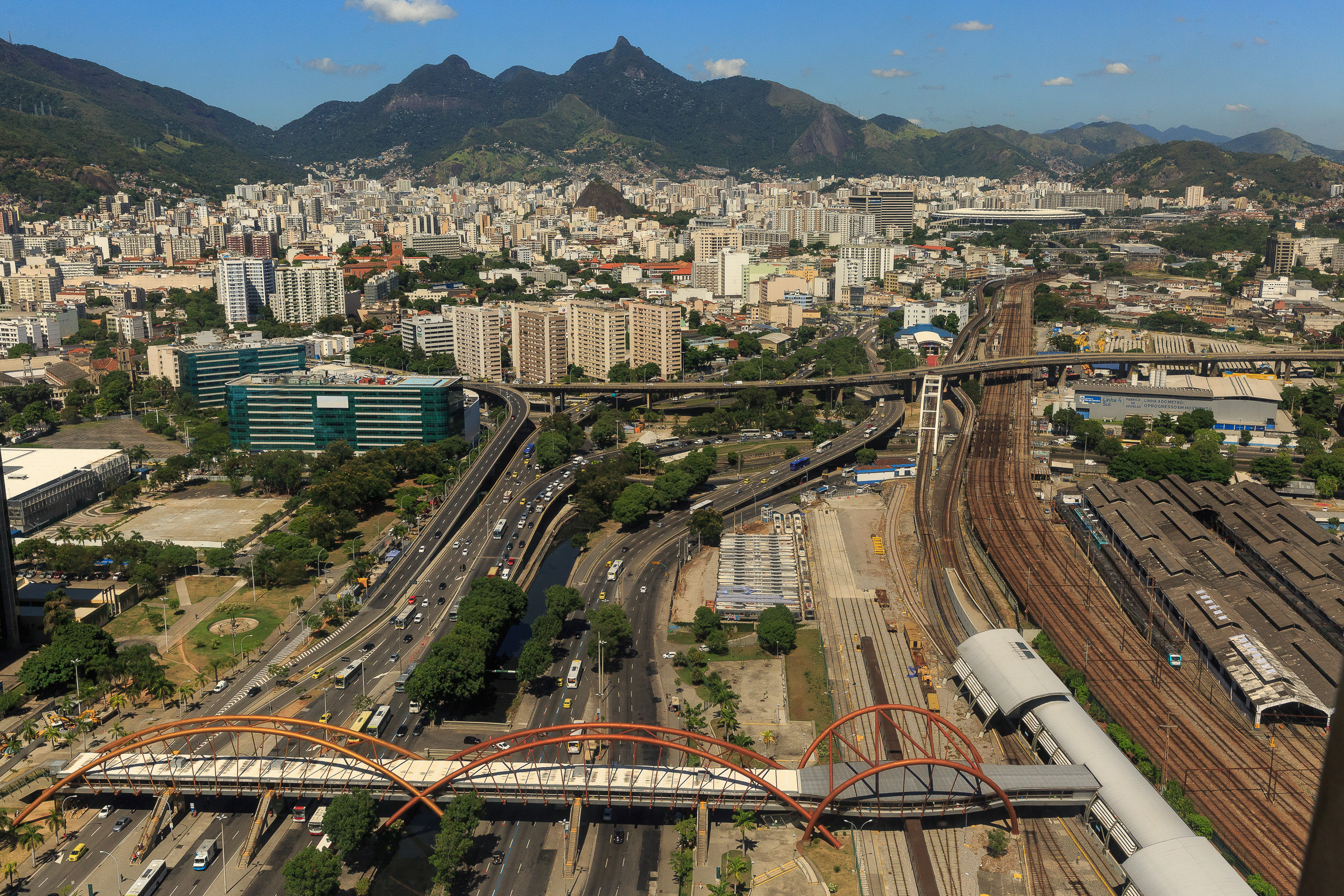
Vista aérea do bairro da Cidade Nova, principal acesso à Central do Brasil

A Central do Brasil compreende a região do entorno da estação de trens da Central do Brasil, na cidade do Rio de Janeiro.

## Localização
A Central do Brasil localiza-se no limite do Centro com o bairro da Gamboa, Zona Central do Rio de Janeiro, junto à Avenida Presidente Vargas, uma das principais da cidade do Rio de Janeiro.

## História
No Século XIX, a Central do Brasil era a estação inicial da Estrada de Ferro Dom Pedro II, sistema que se estendia até os estados de Minas Gerais e São Paulo. Ao longo do Século XX, o transporte ferroviário de longa distância perdeu importância. Foram instalados no entorno diversos outros terminais voltados ao transporte urbano de passageiros. 

## Operação
A Central do Brasil compreende atualmente:
- a Estação Central da SuperVia, sendo a estação para a qual convergem as composições das diversas linhas de trens suburbanos da Região Metropolitana do Rio de Janeiro;
- a Estação Central do Metrô do Rio de Janeiro, onde operam composições das linhas 1 e 2;

- o Terminal Intermunicipal Américo Fontenelle, um dos principais terminais de ônibus urbanos que operam linhas intermunicipais na Região Metropolitana do Rio de Janeiro, sendo que 20% das linhas provenientes da Baixada que paravam nesse terminal migraram temporariamente para as proximidades do INTO, na Zona Portuária;[1] os pontos finais dessas linhas devem ser transferidos nos próximos anos em função da inauguração do BRT TransBrasil.

- um terminal de ônibus urbanos municipais.

## Representação no cinema
A Central do Brasil serviu de cenário para o filme homônimo, gravado em 1998.